# Kanton Guillon
Kanton Guillon (fr. Canton de Guillon) byl francouzský kanton v departementu Yonne v regionu Burgundsko. Skládal se ze 17 obcí. Zrušen byl po reformě kantonů 2014.

## Obce kantonu
- Bierry-les-Belles-Fontaines
- Cisery
- Cussy-les-Forges
- Guillon
- Marmeaux
- Montréal
- Pisy
- Saint-André-en-Terre-Plaine
- Sainte-Magnance
- Santigny
- Sauvigny-le-Beuréal
- Savigny-en-Terre-Plaine
- Sceaux
- Thizy
- Trévilly
- Vassy-sous-Pisy
- Vignes